# Kanton Châlette-sur-Loing
Der Kanton Châlette-sur-Loing ist seit 1973 ein französischer Wahlkreis im Arrondissement Montargis, im Département Loiret und in der Region Centre-Val de Loire; sein Hauptort ist Châlette-sur-Loing.

## Gemeinden
Der Kanton besteht aus sechs Gemeinden mit insgesamt 32.858 Einwohnern (Stand: 1. Januar 2022) auf einer Gesamtfläche von 105,21 km²:
| Gemeinde                  | Einwohner 1. Januar 2022 | Fläche km² | Dichte Einw./km² | Code INSEE | Postleitzahl |
| ------------------------- | ------------------------ | ---------- | ---------------- | ---------- | ------------ |
| Amilly                    | 13.432                   | 40,26      | 334              | 45004      | 45200        |
| Cepoy                     | 2.346                    | 8,52       | 275              | 45061      | 45120        |
| Châlette-sur-Loing        | 12.958                   | 13,13      | 987              | 45068      | 45120        |
| Conflans-sur-Loing        | 362                      | 9,14       | 40               | 45102      | 45700        |
| Corquilleroy              | 2.840                    | 13,96      | 203              | 45104      | 45120        |
| Paucourt                  | 920                      | 20,20      | 46               | 45249      | 45200        |
| Kanton Châlette-sur-Loing | 32.858                   | 105,21     | 312              | 4502       | –            |

Bis zur landesweiten Neuordnung der französischen Kantone im März 2015 gehörten zum Kanton Châlette-sur-Loing die sechs Gemeinden Cepoy, Châlette-sur-Loing, Corquilleroy, Pannes, Paucourt und Villevoques. Sein Zuschnitt entsprach einer Fläche von 81,71 km2. Er besaß vor 2015 den INSEE-Code 4533.

## Bevölkerungsentwicklung
| 1962   | 1968   | 1975   | 1982   | 1990   | 1999   | 2006   | 2011   |
| ------ | ------ | ------ | ------ | ------ | ------ | ------ | ------ |
| 14.522 | 17.856 | 20.003 | 22.201 | 22.305 | 22.128 | 21.920 | 22.694 |

## Geschichte
Der Kanton entstand 1973 aus Teilen des bisherigen Kantons Montargis. 2015 erfolgte die erneute Umgestaltung.